# Vnitřní měsíce Jupiteru
Malé vnitřní měsíce nebo též Rodina Amalthea, jsou čtyři malé přirozené satelity, které obíhají kolem Jupiteru. Jsou propojeny s prstenci planety a fungují jako pomyslná zásobárna materiálu pro prstence, který se z nich uvolňuje při dopadu meteoritů. Jejich oběžná dráha je od planety vzdálena 128 000 až 222 000 km.
Do této skupiny patří (podle vzdálenosti od Jupiteru):
- Metis
- Adrastea
- Amalthea – je největší a jmenuje se podle něj celá rodina
- Thebe

Metis a Adrastea mají oběžnou dráhu kolem Jupiteru kratší než jeden planetární den. Phobos, měsíc Marsu, je jediný další známý satelit, o kterém se ví, že jeho oběžná doba je kratší než délka dne na planetě.

## Galerie

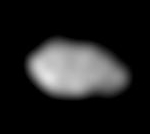
Metis vyfocený sondou Gallileo
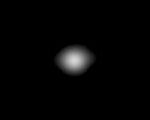
Adrastea vyfocený sondou Galileo
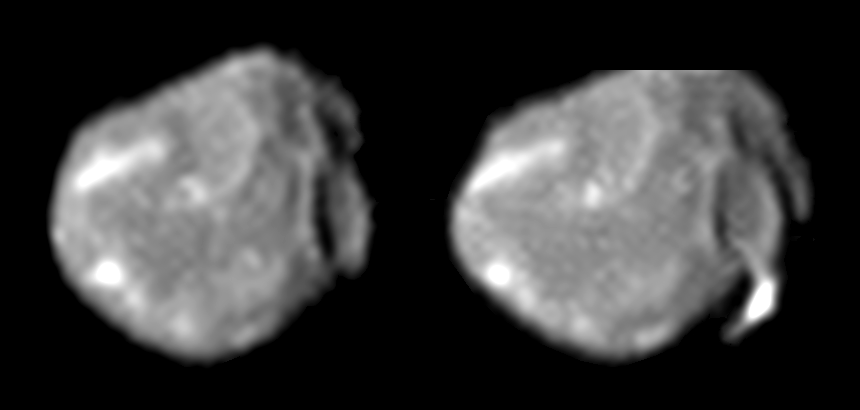
Amalthea vyfocená sondou Galileo
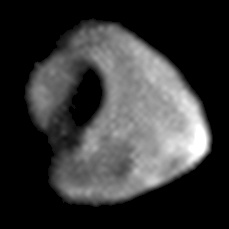
Thebe vyfocený sondou Galileo